# Cantón de Lodève
El cantón de Lodève está situado en Hérault, en el Distrito de Lodève (47 comunas) y en el Distrito de Montpellier (7 comunas).
Consejeros Generals: Marie-Christine Bousquet (PS), Consejera general, Jacques Rigaud
Población total: 35.250 habitantes

Está compuesto de las siguientes comunas:
- Fozières
- Lauroux
- La Vacquerie-et-Saint-Martin-de-Castries
- Le Bosc
- Le Puech
- Les Plans
- Lodève
- Olmet-et-Villecun
- Poujols
- Saint-Jean-de-la-Blaquière
- Saint-Étienne-de-Gourgas
- Saint-Pierre-de-la-Fage
- Saint-Privat
- Soubès
- Soumont
- Usclas-du-Bosc

Desde 2015, las siguientes comuna pertenecen al cantón :
- Agonès
- Le Bosc
- Brissac
- Causse-de-la-Selle
- Le Caylar
- Cazilhac
- Celles
- Claret
- Le Cros
- Ferrières-les-Verreries
- Fontanès
- Fozières
- Ganges
- Gorniès
- Laroque
- Lauret
- Lauroux
- Lavalette
- Lodève
- Mas-de-Londres
- Montoulieu
- Moulès-et-Baucels
- Notre-Dame-de-Londres
- Olmet-et-Villecun
- Pégairolles-de-Buèges
- Pégairolles-de-l'Escalette
- Les Plans
- Poujols
- Le Puech
- Les Rives
- Romiguières
- Roqueredonde
- Rouet
- Saint-André-de-Buèges
- Saint-Bauzille-de-Putois
- Saint-Étienne-de-Gourgas
- Saint-Félix-de-l'Héras
- Saint-Jean-de-Buèges
- Saint-Jean-de-la-Blaquière
- Saint-Martin-de-Londres
- Saint-Maurice-Navacelles
- Saint-Michel
- Saint-Pierre-de-la-Fage
- Saint-Privat
- Sauteyrargues
- Sorbs
- Soubès
- Soumont
- Usclas-du-Bosc
- La Vacquerie-et-Saint-Martin-de-Castries
- Vacquières
- Valflaunès
- Viols-en-Laval
- Viols-le-Fort

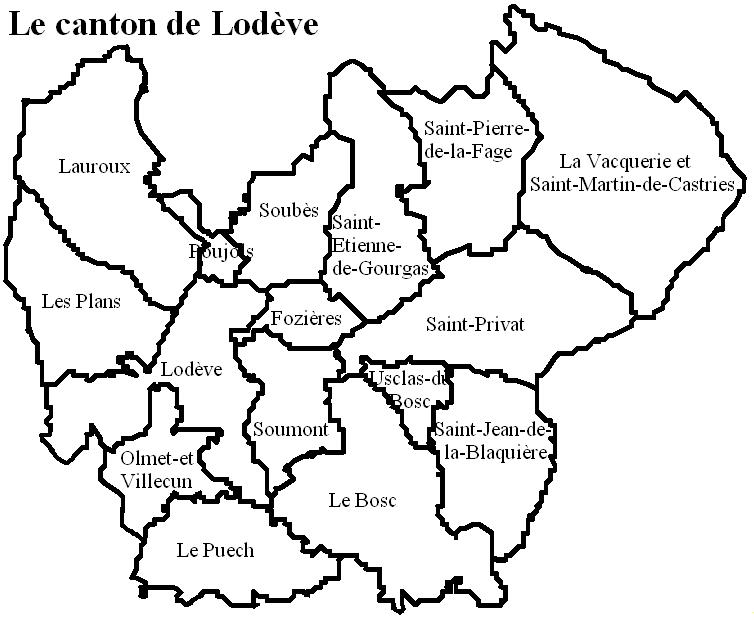
Comunas del cantón de Lodève antes de 2015.

Cantón renovado en 2001, renovable en 2008.

## 2 fotos del Cantón

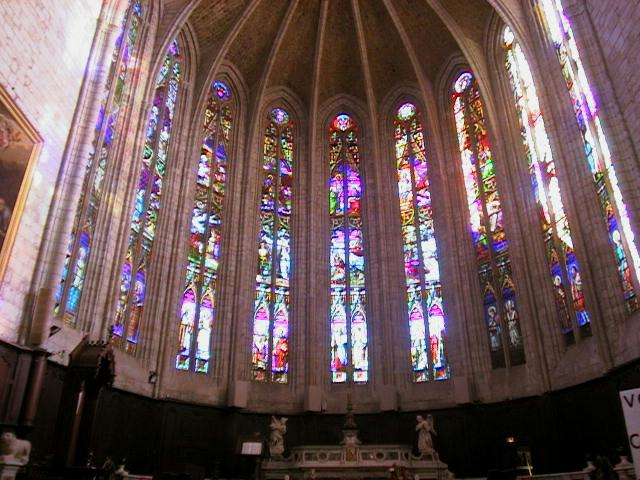
Vidrieras del coro de la Catedrál de Saint Fulcran de Lodève.

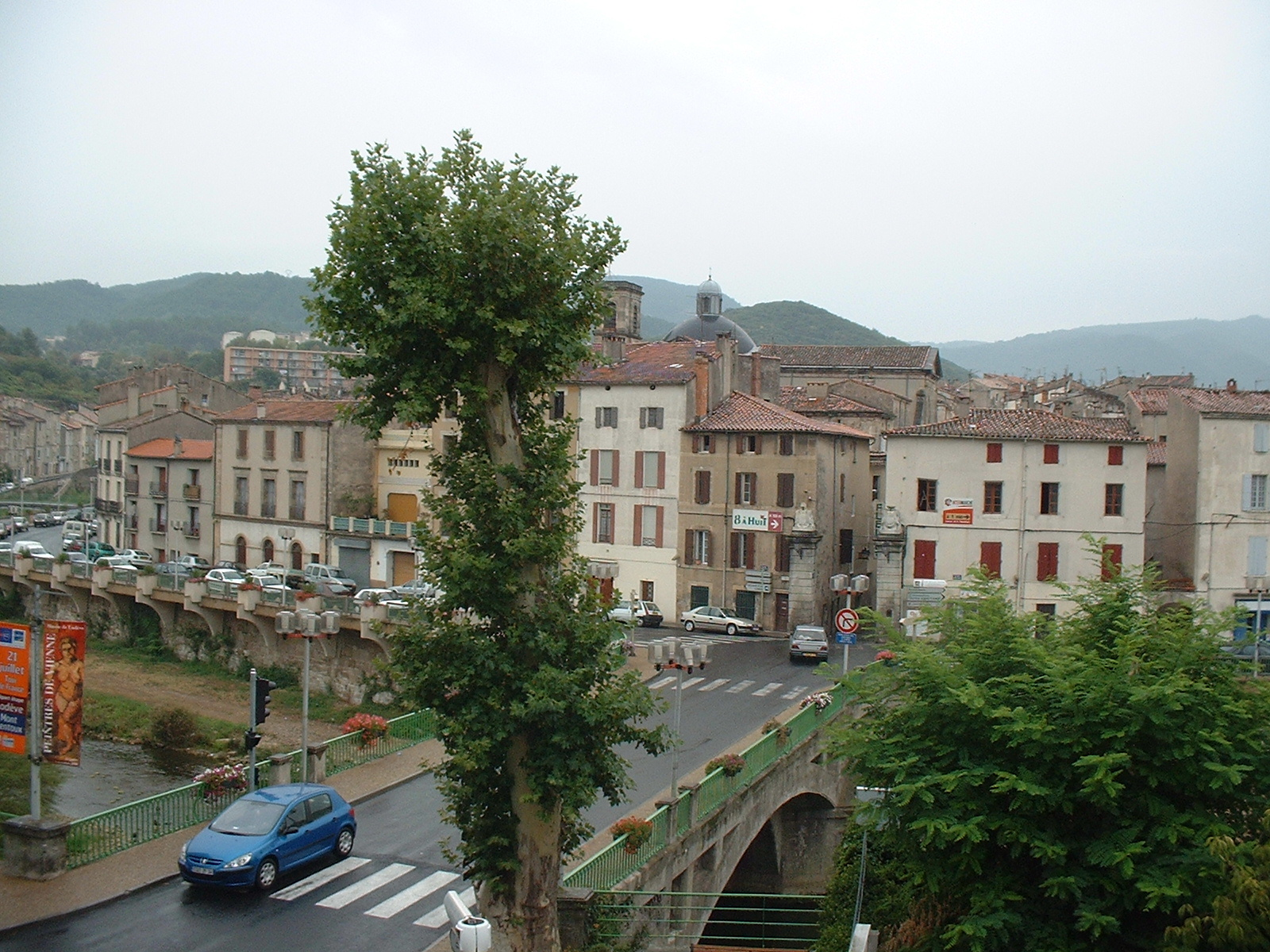
El centro de Lodève.

## Administración
Consejero general :
- (1994 - 2002) Robert Lecou (UDF, después UMP), alcalde de Lodève
- (2002-) Marie-Christine Bousquet (PS, consejera regional